# Changer de destin
Changer de destin est un ouvrage de François Hollande qui présente son parcours personnel et politique dans le cadre de l'élection présidentielle de 2012.

## Présentation
François Hollande fait dans ce livre le bilan de sa vie politique et en tire les enseignements pour l'avenir. Il l'écrit ainsi dans son annonce : « Pour que les Français me fassent confiance, ils doivent davantage me connaître. Ainsi, je veux leur parler franchement de mon parcours, de notre avenir et, surtout de mon projet pour la France ». En partant du rôle de ses parents dans sa jeunesse et dans sa formation de citoyen, il développe quelques idées-forces sur des thèmes qui lui tiennent à cœur : Changer le destin de la France est d'abord une question de volonté politique, la lutte contre les inégalités est aussi une lutte pour la sécurité, l'enjeu civique emporte celui de l'école, de l'instruction à l'éducation, l'Europe, domaine majeur, devra se faire avec les peuples européens et le président devra définir et être garant des grands objectifs, sans vouloir être « au four et au moulin ».

## Réactions et commentaires
- « François Hollande se livre dans "Changer de destin". Écrit à la première personne, l'ouvrage du candidat socialiste à l'Élysée se décline en neuf chapitres et court sur 170 pages. » Le Point du 22/02/2012

- « François Hollande enfonce des portes ouvertes, non sans talent, avec les idées d’une gauche sépia, franchement républicaine – nous n’en attendions pas moins -, mais si peu au goût du jour. » Le Figaro, Yves Thréard le 22 février 2012

- « Une République qu’il entend "restaurer" ; une République dont il veut qu’elle encourage "le mérite et le travail" ; une République "respectueuse de la planète" ; une République respectueuse des citoyens "sans distinction". Bref selon lui "une République du XXIe siècle". » François Bazin, Le Nouvel Observateur du 21/02/2012